# Mijnkathedraal

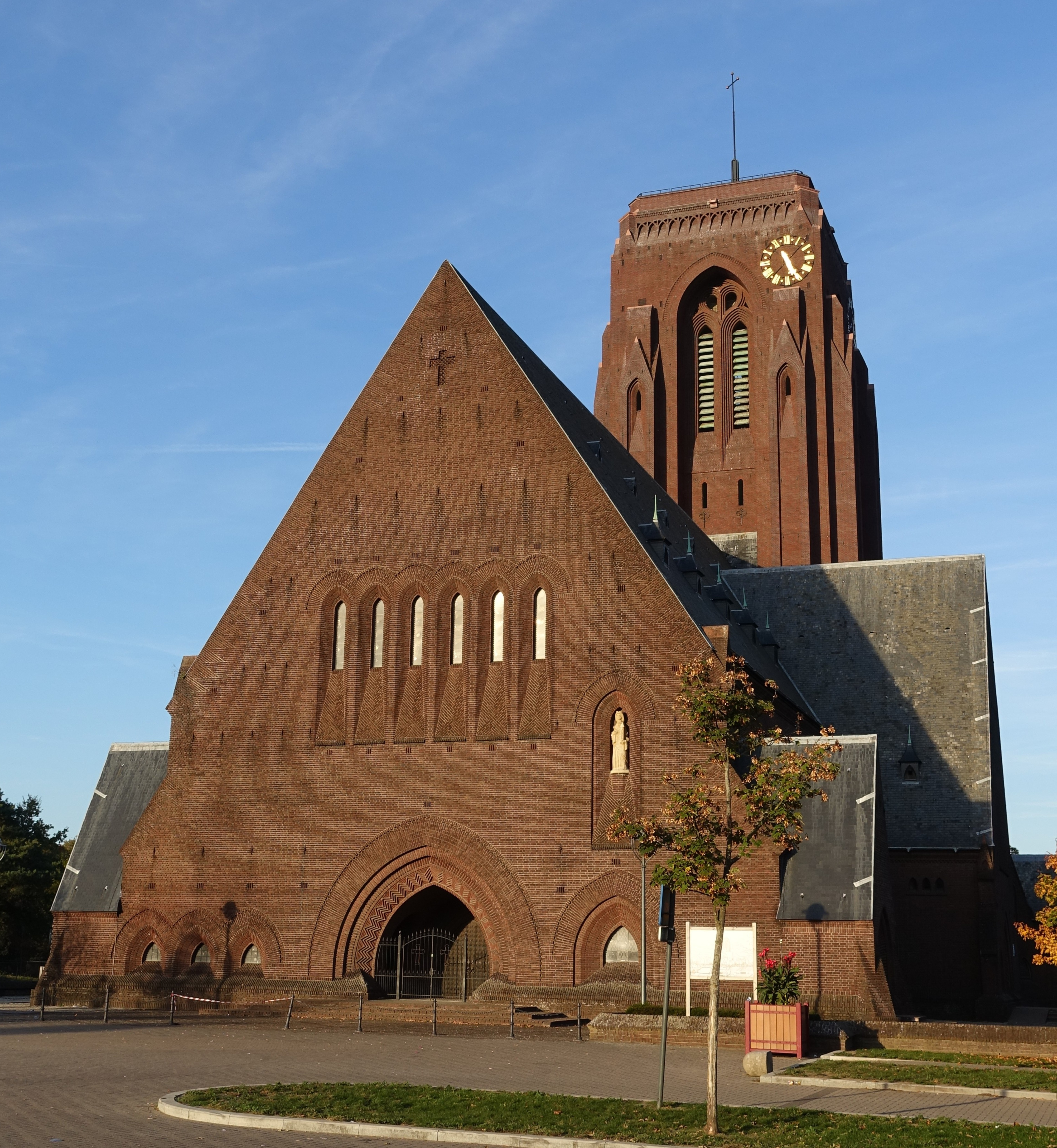
Mijnkathedraal Sint-Barbara te Eisden

Mijnkathedralen zijn kerkgebouwen die gebouwd zijn door de mijnmaatschappijen van het Kempens steenkoolbekken in Belgisch-Limburg in de wijken (cités) die ze voor hun werknemers aanlegden. Ze worden "kathedraal" genoemd vanwege hun monumentale uitstraling en proporties. De mijnkathedralen dateren uit het interbellum. De kerken zijn opgetrokken in baksteen, behalve die van Winterslag, die in natuursteen is uitgevoerd.
De mijnkathedralen zijn:
- de Heilig-Hartkerk in Winterslag-Genk (architect Adrien Blomme)
- de Sint-Barbarakerk in Eisden-Tuinwijk (architect Auguste vanden Nieuwenborg)
- de Christus Koningkerk in Waterschei-Genk (architect Gaston Voutquenne)
- de Sint-Albertuskerk in Zwartberg-Genk (architect Henry Lacoste)
- de Sint-Theodarduskerk in Beringen-Mijn (architect Henry Lacoste)

In de cité Meulenberg te Houthalen-Helchteren was ook een mijnkathedraal gepland, maar deze is nooit gerealiseerd.

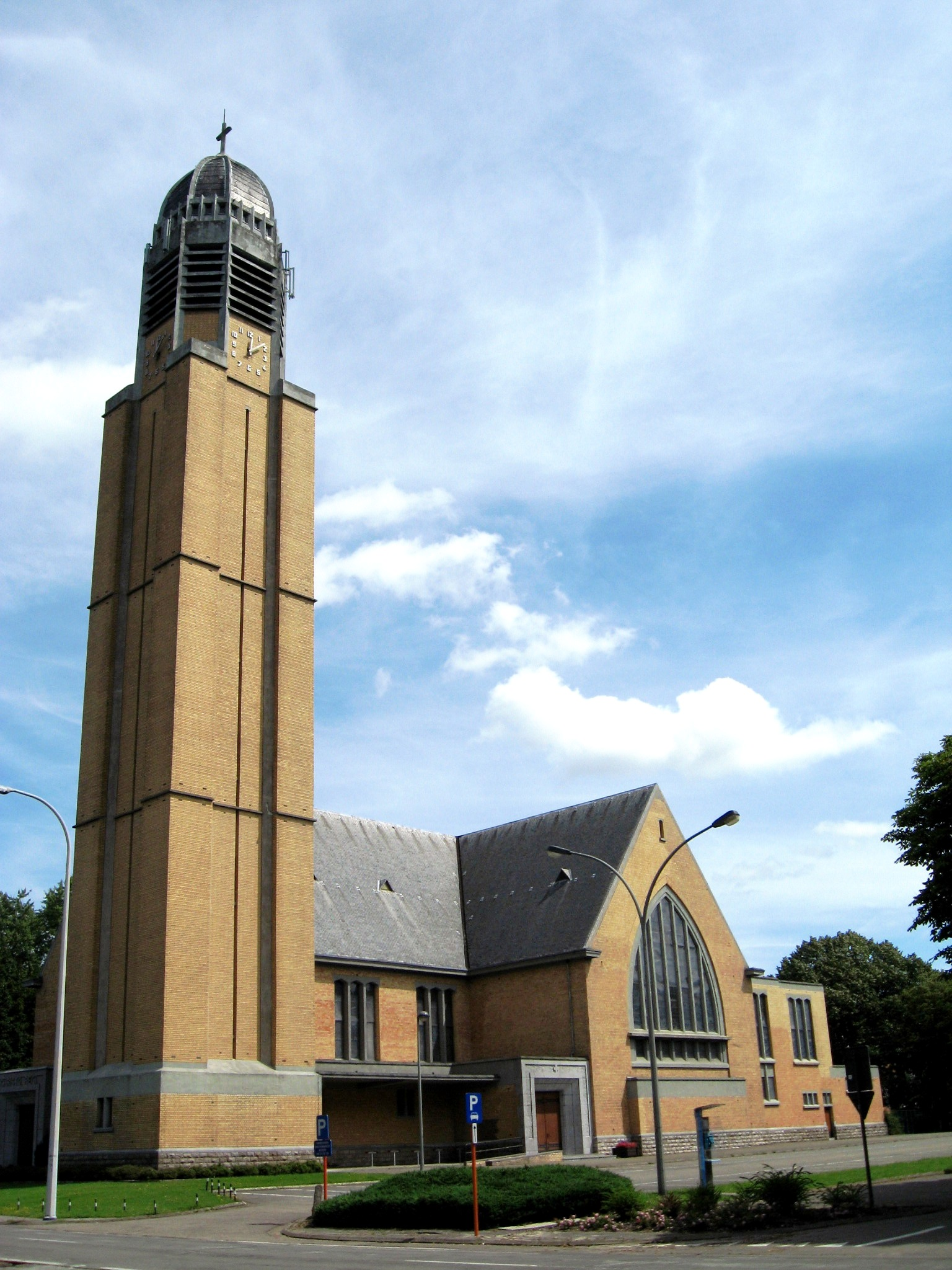
Mijnkathedraal Christus Koning te Waterschei
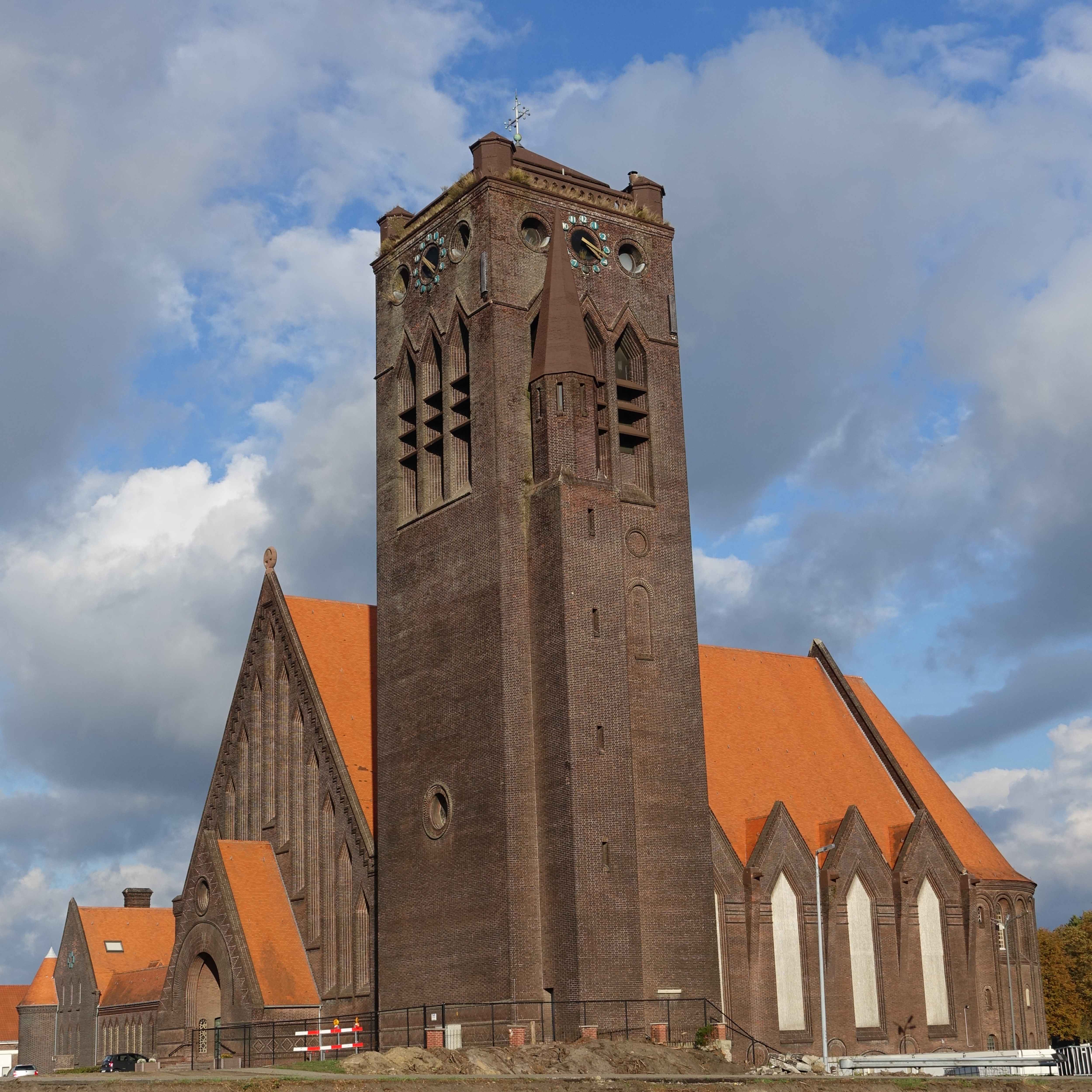
Mijnkathedraal Sint-Albertus te Zwartberg
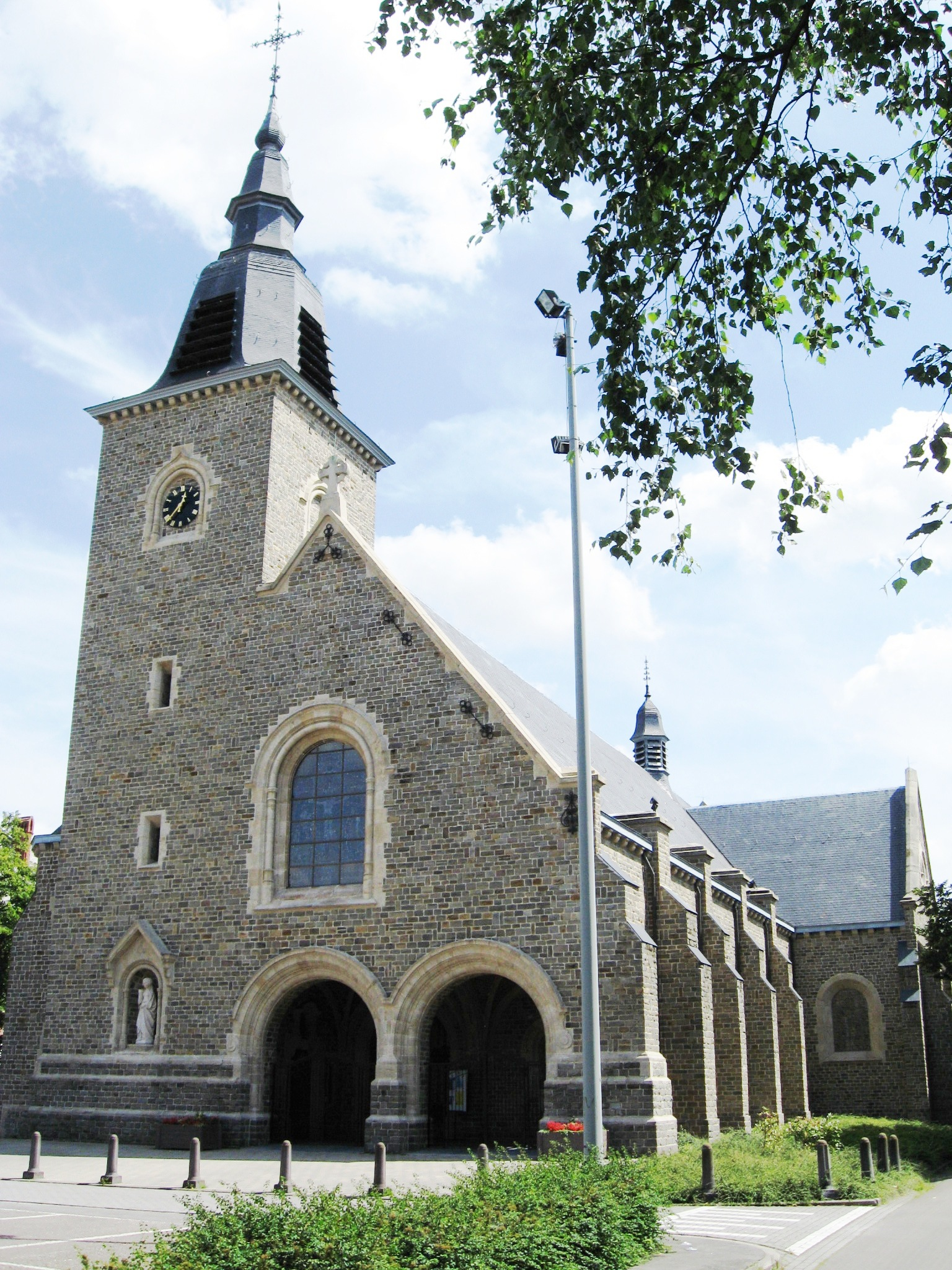
Mijnkathedraal van het Heilig-Hart te Winterslag
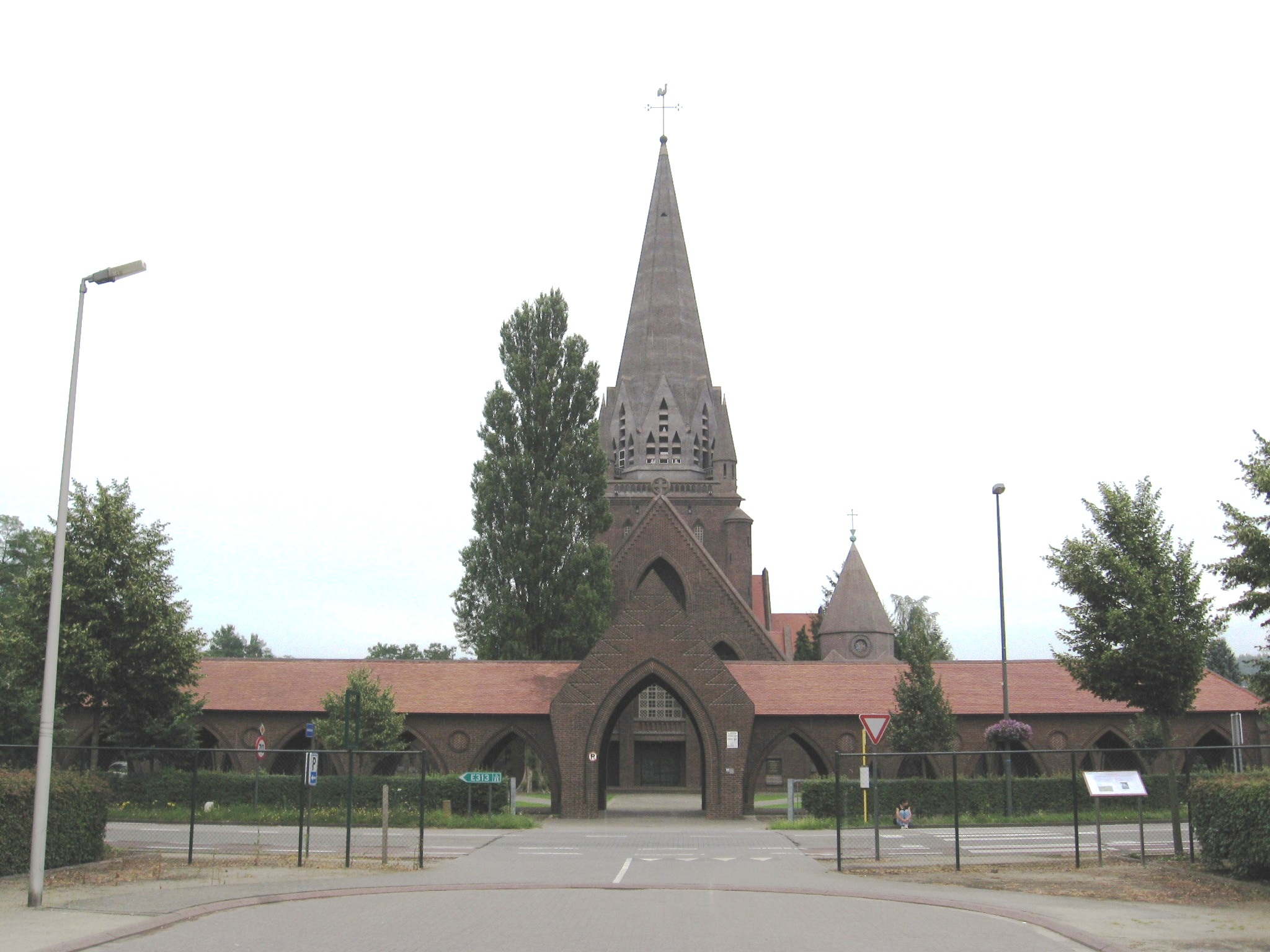
Mijnkathedraal Sint-Theodardus te Beringen-Mijn